# Ogrody w Krakowie
Kraków posiada liczne ogrody, zarówno historyczne, jak i współczesne. Ogrodnikiem Miasta Krakowa jest dr inż. Maciej Wałecki. Począwszy od 2006 roku krakowski Ogród Botaniczny organizuje corocznie „Święto Ogrodów” trwające kilkanaście dni, w czasie którego zwiedzanie zabytkowych ogrodów wraz z „przewodnikiem” (z reguły jest to słynna postać publiczna) jest bezpłatne.

## Historyczne ogrody Krakowa

### Ogrody średniowieczne
- Ogród klasztorny Ojców Cystersów w Mogile
- Ogrody Ojców Bernardynów przy ul. Bernardyńskiej 2
- Ogrody Ojców Paulinów na Skałce

### Ogrody renesansowe
- Ogrody królewskie na Wawelu
- Ogród przy Willi Decjusza na Woli Justowskiej (zob. Park Decjusza)
- Ogród Muzeum Archeologicznego (ul. Poselska 3)

### Ogrody barokowe
- Ogród Księży Misjonarzy przy ul. Stradomskiej 4
- Ogrody Ojców Kapucynów przy ul. Loretańskiej 11

### Ogrody klasycystyczne
- Ogród Botaniczny Uniwersytetu Jagiellońskiego (ul. Kopernika 27)

## Współczesne ogrody Krakowa
- Ogród Józefa Mehoffera

## Ogródki działkowe
- Ogródki działkowe „Zakole Wisły”
- Ogródki działkowe w Krzesławicach
- Ogródki działkowe im. Lewińskiego powstałe w 1938 r. jako pracowniczy ogród działkowy (rejestr Krajowej Rady Polskiego Związku Działkowców: A-XVIII-4-1648) wokół Fortu 9 „Krowodrza”, obecnie parku im. Stanisława Wyspiańskiego)